# Marina Koshetz
Marina Koshetz (6 de agosto de 1912, Moscú – 9 de diciembre de 2000, Santa Mónica, California) fue una cantante de ópera (soprano) y actriz estadounidense. Fue la hija de la destacada cantante Nina Koshetz y el actor Alexander von Schubert. Uso el nombre de Marina Schubert a principios de su carrera cinematográfica.
Koshetz cantó en óperas escenificadas. También cantó en películas y escribió una biografía sobre su madre, así como un guion sobre el romance de su madre con Rajmáninov, ambos titulados The Last Love Song.

## Filmografía seleccionada
- Little Women (1933)
- The Fountain (1934)
- British Agent (1934)
- Millions in the Air (1935)
- Nights of Princes (1938)
- Two Sisters from Boston (1946)
- No Leave, No Love (1946)
- Holiday in Mexico (1946)
- Luxury Liner (1948)
- The Great Caruso (1951)
- Bells Are Ringing (1960)
- Please Don't Eat the Daisies (1960)
- The Glass Cage (1964)
- The Busy Body (1967)
- The Singing Nun (1967)